# Age Tjepke Ruurd Sixma van Heemstra
Age Tjepke Ruurd Sixma van Heemstra (Oenkerk, 24 juli 1801 - Veenklooster, 20 mei 1862) was een Nederlands bestuurder.

## Biografie
Sixma van Heemstra was een zoon van Cornelis Scheltinga van Heemstra (1767-1820), lid van de Vergadering van Notabelen, en Anna Agatha Geertruida van Sixma (1777-1855). Hij werd vernoemd naar zijn grootvader van moederszijde, Age Tjepke Ruud van Sixma (1743-1795), Volmacht ten Landsdage namens Ferwerderadeel en Tietjerksteradeel. Age Tjepke Ruurd was lid van de adellijke familie Van Heemstra. In 1814 werd aan hem het adelspredicaat verleend en in 1826 werd aan hem en zijn nageslacht de titel baron/barones toegekend.
Age Tjepke Ruurd promoveerde in 1825 in de rechten aan de universiteit van Leiden. In datzelfde jaar werd Sixma van Heemstra lid van de Provinciale Staten van Friesland. In 1828 volgde hij zijn oodoom Carel Æmilius Els Collot d'Escury op als grietman van Barradeel. Hij bewoonde de Hottingastate Pietersbierum. Deze state werd na zijn vertrek afgebroken.
In 1835 werd door Hendrik de Cock een Christelijke Afgescheiden Gemeente gesticht in Sexbierum. Daar deze stroming pas in 1841 door de overheid erkend werd, deed grietman Sixma van Heemstra in hoogsteigen persoon onderzoek naar het doen en laten van deze gemeente. In 1842 ondernam Sixma van Heemstra met zijn zoon Cornelis Schelto een reis door Duitsland en in 1846 reisde hij naar Zwitserland.
In 1850 werd Sixma van Heemstra grietman van Kollumerland en Nieuwkruisland. Onder meer zijn oom Willem Hendrik van Heemstra en de broers van zijn grootmoeder, Martinus van Scheltinga en Frans Julius Johan van Scheltinga, bekleedden dit ambt. Hij werd de opvolger van Louis Gaspard Adrien van Limburg Stirum, die getrouwd was met een nicht van de vader van Age Tjepke Ruurd. Sixma van Heemstra werd in navolging van de Gemeentewet van 1851 de eerste burgemeester van Kollumerland en Nieuwkruisland.
Als grietman woonde hij op de Fogelsanghstate te Veenklooster, welke hij reeds in 1842 definitief betrok. Dit landhuis werd in 1836 door Cecilia Johanna van Heemstra nagelaten aan haar achterneef Hector Livius van Heemstra, zoon van Age Tjepke Ruurd. Hector Livius was echter nog maar acht jaar oud. Age Tjepke Ruurd was onder meer de opdrachtgever van Lucas Pieters Roodbaard voor een ontwerp van de tuin van Fogelsanghstate in Engelse landschapsstijl in 1838. Dit ontwerp werd vanaf 1843 uitgevoerd door Lambertus Vlaskamp en zijn zoon Gerrit Vlaskamp.
Te Oudwoude stichtte Sixma van Heemstra een fabriek voor de productie van stijfsel en siroop. Het stijfsel was bestemd voor de textielindustrie in Twente. De benodigde aardappelen hield hij uit de nabije omgeving. Sixma van Heemstra poogde hierbij de armen in de grietenij van een inkomen te voorzien.
Op het kerkhof van Oudwoude heeft de familie van Heemstra een grafkelder, waarschijnlijk aangelegd in de jaren 30 van de 19e eeuw. In deze kelder zijn onder meer Age Tjepke Ruurd en zijn vrouw en vier van hun kinderen bijgezet.

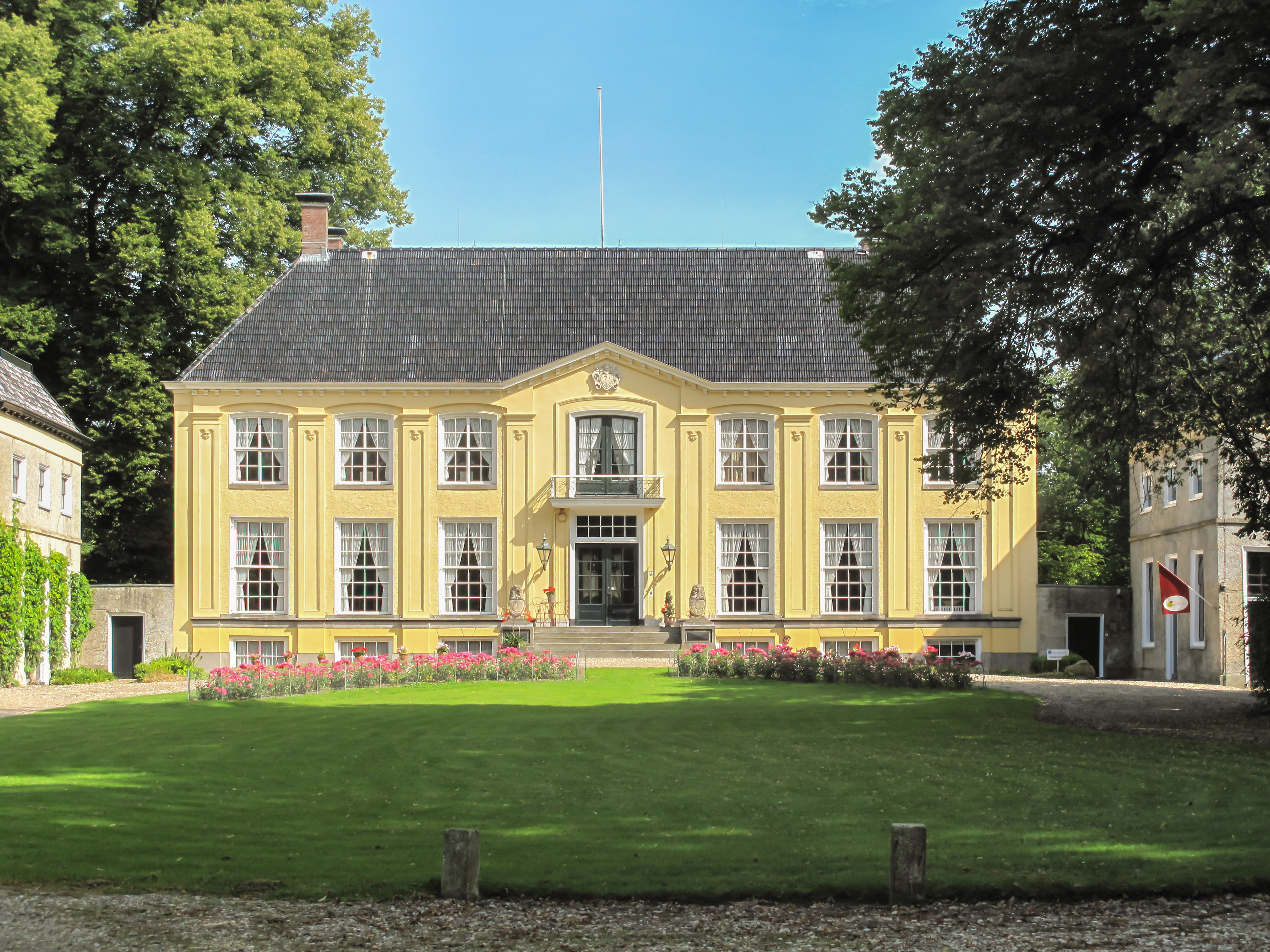
De Fogelsanghstate in Veenklooster die Sixma van Heemstra van 1842 tot zijn overlijden zou bewonen.
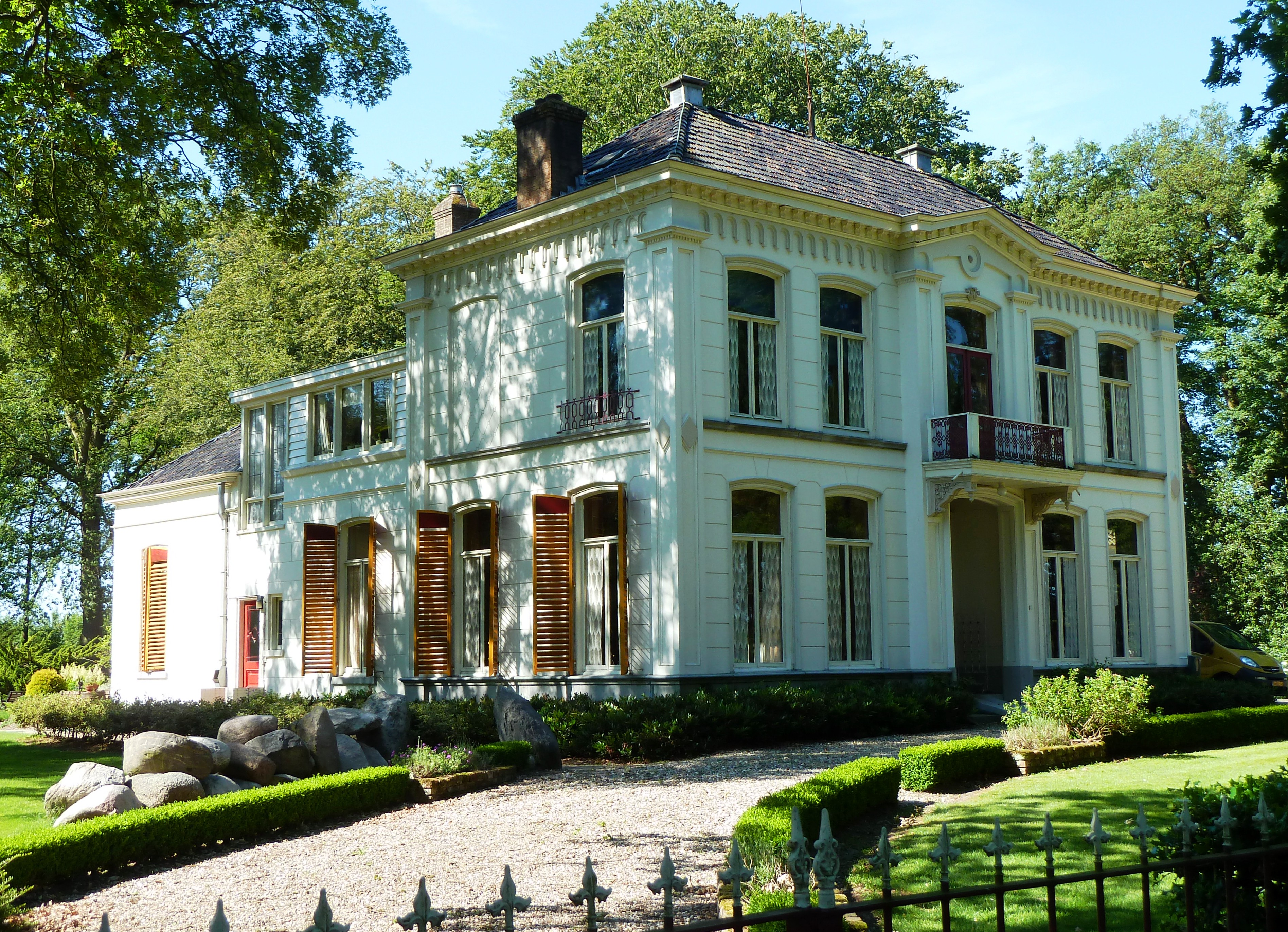
"It Lytse Slot" (ook wel Villa Nova) in Veenklooster, in 1870 gebouwd door Hector Livius van Heemstra voor zijn moeder Anna Adriana Cornelia van Halteren met tuin van de hand van Gerrit Vlaskamp.

## Huwelijk en kinderen
Sixma van Heemstra trouwde in 1825 te Leiden met Anna Adriana Cornelia van Halteren (1801-1874), dochter van Daniel van Halteren en Adriana Agatha Cau. Samen kregen zij zes kinderen:
1. Cornelis Schelto Sixma van Heemstra (1826-1859), burgemeester van Franeker. Evenals zijn vader was hij lid van de Provinciale State van Friesland. Hij was getrouwd met Clara Tjallinga Aedonia van Eysinga. Na zijn overlijden hertrouwde zij met Bernhardus Hopperus Buma, opvolger van Age Tjepke Ruurd als burgemeester van Kollumerland en Nieuwkruisland.
2. Hector Livius van Heemstra (1828-1909), trouwde met Henriette Wilhelmine Adeline Engelken. Hij erfde de Fogelsanghstate. Hector Livius was kamerheer in buitengewone dienst en opperjagermeester van Koning Willem III.
3. Daniel Adriaan Sixma van Heemstra (1830-1859), trouwde met Josine Pompeja Quintus, dochter van Onno Joost Quintus en Clara Elisabeth Lewe van Middelstum. Hij was burgemeester van Oldekerk.
4. Coenraad Jacob Sixma van Heemstra (1834-1868), trouwde met de Duitse Johanna Sophie Christiane Tappen.
5. Henri Dénis François Sixma van Heemstra (1837-1900), trouwde met Anna Cornelia Wijckerheld Bisdom
6. Adriana Agatha Geertruida Sixma van Heemstra (1840-1908), trouwde met Otto Arnold van der Meer.

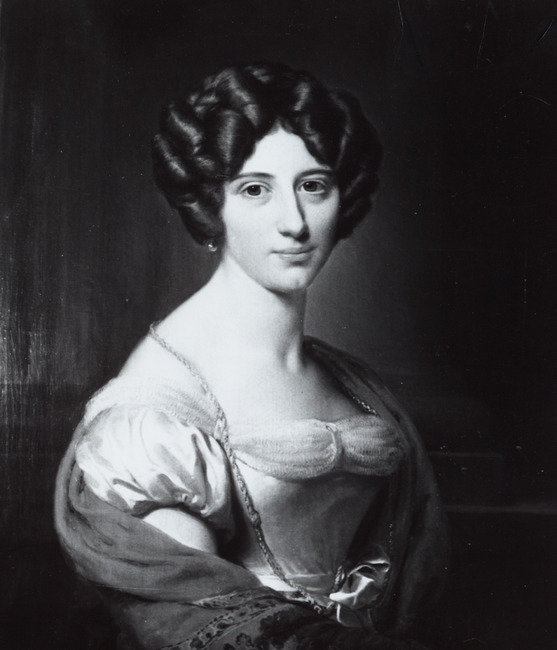
Portret van Anna Adriana Cornelia van Halteren, toegeschreven aan Cornelis Kruseman.
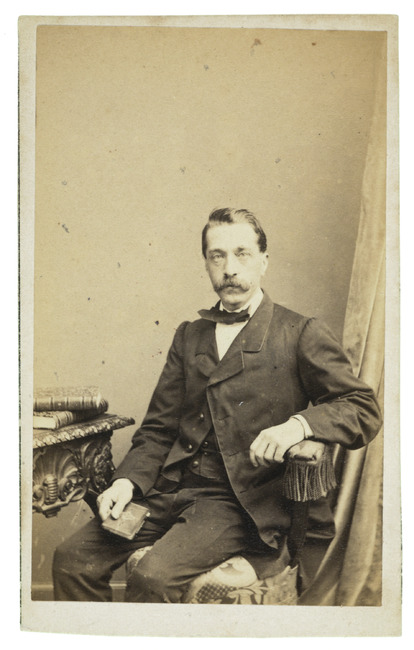
Portret van Cornelis Schelto Sixma van Heemstra, door Henri Pronk.
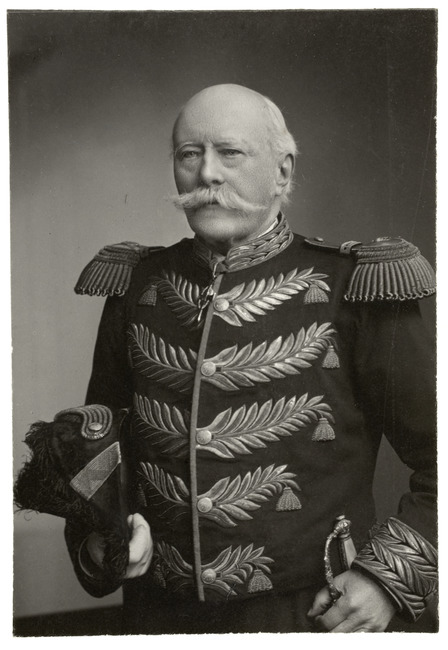
Portret van Hector Livius van Heemstra.